# 西山隆志
西山 隆志（にしやま たかし）は、日本のコンピューターゲームデザイナー、ディレクター、プロデューサー。アイレム、カプコン、エス・エヌ・ケイに在籍したのち、自らゲーム開発会社ディンプスを設立した。『スパルタンX』、『ストリートファイター』、『餓狼伝説』の開発によって知られる。『ストリートファイター』シリーズのキャラクター「リュウ」の名前は西山の名前の1文字から名付けられた。

## 経歴
アイレムにてゲーム開発者としてのキャリアをスタートし、『ムーンパトロール』（1982年）、『スパルタンX』（1984年）のゲームデザインを手掛ける。『ムーンパトロール』はラスタースクロールを備えた最初のゲームのひとつだった。『スパルタンX』はジャッキー・チェンとサモ・ハン・キンポーによる同名映画『スパルタンX』（1984年）とブルース・リー主演の『死亡遊戯』（1972年）という2つの香港の武術映画をベースにしている。『スパルタンX』は最初の Beat 'em up （ベルトスクロールアクションに近似したジャンル）と考えられており、1980年代後半以降の多くの格闘ゲームの原型となった。ファミリーコンピュータ移植版は、宮本茂のディレクションにより任天堂が開発を手掛け、のちに制作される『スーパーマリオブラザーズ』（1985年）にも影響を与えた。
西山は『スパルタンX』の開発中から、アイレムを退社してカプコンを創業した辻本憲三によって同社に誘われていた。最終的に、彼はゲームの完成前にアイレムからカプコンへの移籍を決断し、リリース後にカプコンに入社した。カプコン入社後、『スパルタンX』の基本的なゲームコンセプトを進化させたアーケード用ゲーム『闘いの挽歌』（1986年）のゲームデザインを担当した。同作のファミリーコンピュータ移植版は、カプコンのゲームとして初めて1対1の対戦モードを搭載した。西山は『スパルタンX』のボス戦を中心としたゲームを作りたいと考えるようになり、それが格闘ゲームシリーズ『ストリートファイター』の誕生へと繋がることになる。彼は松本裕司とともに第1作の『ストリートファイター』（1987年）でディレクターを務めた。リュウの必殺技「波動拳」は1970年代のアニメシリーズ『宇宙戦艦ヤマト』の波動砲からヒントを得たと語る。その後、カプコンを退社し、『ストリートファイターII』には参加していない。
西山は誘いを受けてエス・エヌ・ケイに入社した。最初のプロジェクトは「ネオジオ」システムの開発だった。彼は家庭用ゲーム機と同じようにROMカートリッジを使用するアーケード用システムという最初のコンセプトを提示した。この提案は、中国、香港、台湾、東南アジア、中南米など海賊版の影響で専用のアーケードゲームを販売するのが困難な市場に向けて、システムを安価に提供するのが狙いだった。西山はその後、初代『ストリートファイター』の精神的続編として格闘ゲームシリーズ『餓狼伝説』を開発した。また格闘ゲーム『龍虎の拳』および『ザ・キング・オブ・ファイターズ』、アクションシューティング『メタルスラッグ』の開発にも関わった。
SNK開発1部に所属していたメンバーを中心として2000年にディンプスを設立し、代表取締役社長を務める。

## ゲーム
- 銀河帝国の逆襲（1980年）ゲームデザイナー
- ムーンパトロール（1982年）ゲームデザイナー
- スパルタンX（1984年）ゲームデザイナー
- ロードランナー（アーケード版）（1984年）ゲームデザイナー[12]
- セクションZ（1985年）ゲームデザイナー
- 闘いの挽歌（1986年）ゲームデザイナー
- アレスの翼（1986年）ディレクター
- ロックマン（1987年）プロデューサー
- 必殺無頼拳（1987年）ディレクター
- ストリートファイター（1987年）ディレクター
- ラストデュエル（1988年）ディレクター
- プロ野球?殺人事件!（1988年）ディレクター
- マッド・ギア（1989年）ゲームプランナー
- ウィロー（ファミリーコンピューター版）（1989年）プロデューサー
- CAPCOMベースボール 助っ人外人大暴れ!（1989年）
- ゴースト・パイロット（1991年）エグゼクティブプロデューサー
- 餓狼伝説（1991年）ディレクター
- ミューテイション・ネイション（1992年）スペシャルサンクス
- バトルファイターズ 餓狼伝説（1992年・TVアニメ）プロデューサー
- ザ・キング・オブ・ファイターズ'94（1994年）プロデューサー
- 餓狼伝説3（1995年）プロデューサー
- ザ・キング・オブ・ファイターズ'95（1995年）プロデューサー
- リアルバウト餓狼伝説（1995年）プロデューサー
- 風雲黙示録（1995年）プロデューサー
- 風雲スーパータッグバトル（1996年）プロデューサー
- ザ・キング・オブ・ファイターズ'96（1996年）プロデューサー
- ビッグトーナメントゴルフ（1996年）プロデューサー
- リアルバウト餓狼伝説スペシャル（1997年）プロデューサー
- ザ・キング・オブ・ファイターズ'97（1997年）プロデューサー
- 真説サムライスピリッツ 武士道烈伝（1997年）エグゼクティブプロデューサー
- メタルスラッグ2（1998年）プロデューサー
- ザ・キング・オブ・ファイターズ'98（1998年）プロデューサー
- 剣客異聞録 甦りし蒼紅の刃 サムライスピリッツ新章（1999年）エグゼクティブプロデューサー
- キング・オブ・ファイターズ R-2（1999年）プロデューサー
- ザ・キング・オブ・ファイターズ'99（1999年）プロデューサー
- メタルスラッグX（1999年）プロデューサー
- 頂上決戦 最強ファイターズ SNK VS. CAPCOM（1999年）エグゼクティブプロデューサー
- メタルスラッグ3（2000年）プロデューサー
- ソニック・ザ・ヘッジホッグ ポケットアドベンチャー（2000年）エグゼクティブプロデューサー
- デモリッシュフィスト（2003年）エグゼクティブプロデューサー
- SEVEN SAMURAI 20XX（2004年）エグゼクティブプロデューサー
- ザ・ランブルフィッシュ（2004年）エグゼクティブプロデューサー
- ザ・ランブルフィッシュ2（2005年）エグゼクティブプロデューサー
- 聖闘士星矢 冥王ハーデス十二宮編（2007年）エグゼクティブプロデューサー
- ストリートファイターIV（2008年）エグゼクティブプロデューサー[13]
- スーパーストリートファイターIV（2010年）エグゼクティブプロデューサー
- スーパーストリートファイターIV アーケードエディション（2010年）エグゼクティブプロデューサー
- 聖闘士星矢戦記（2011年）エグゼクティブプロデューサー
- 化物語 ポータブル（2012年）エグゼクティブプロデューサー
- 聖闘士星矢 ブレイブ・ソルジャーズ（2013年）エグゼクティブプロデューサー
- FREEDOM WARS フリーダムウォーズ（2014年）エグゼクティブプロデューサー
- 聖闘士星矢 ソルジャーズ・ソウル（2015年）エグゼクティブプロデューサー
- ドラゴンボール ゼノバース（2015年）エグゼクティブプロデューサー
- ドラゴンボール ゼノバース2（2016年）エグゼクティブプロデューサー
- ソードアート・オンライン フェイタル・バレット（2018年）エグゼクティブプロデューサー
- ソウルキャリバーVI（2018年）エグゼクティブプロデューサー